# 아이치테루!
《아이치테루!》(アイチテル!)는 일본 TBS계 연예 버라이어티쇼 프로그램이었다. 첫 방송은 2005년 10월 5일이었으며 2007년 9월 26일 마지막 방송을 끝으로 종료되었다. 매주 수요일 밤 11시 55분부터 12시 25분까지 방송되었다.

## 프로그램 특징
- 일본에 거주하는 세계각국 여성들이 집합한 연애 버라이어티 프로그램으로, 매번 연애로 고민하는 상담자가 등장하며, 외국인의 외국인에 의한 외국인을 위한 연애방송이라는 새로운 기획을 특징으로 하고 있었다. 각 상담자마다 20분씩 혹은 나눠서

진행되며 전문가과와 있었던 이야기를 들어 마지막 판단을 내려준다.
- 출연자들은 외국인으로서는 모두 5년이상 거주자로 일본어에 매우 능숙한편이며 기혼자. 일부 출연자들은 소속사를 두고 있는 탤런트인 경우도 있다.(방송기획상으로는 일반인을 대상으로 하고 있음)
- 수시로 오디션을 통해 출연자를 모집하고 있었으며, 남성상담자를 뽑는 경우도 있었고 2006년부터는 풋살대결기획등 연애상담과 큰 관계가 없는 로케이션 기획이나 일본연예인이 상담하러 오는 등의 새로운 기획도 시도하고 있다.
- 출연자들의 국적과 인종이 다양한 만큼 가끔 일부 출연자가 인종차별적인 발언을 쏟아내는 경우가 있어 항의를 받기도 하지만, TBS의 심야 버라이어티 방송 중에서는 안정된 시청률을 확보했었으며 출연자들의 지명도가 올라가면서 타 방송사의 레귤러 출연자도 출연했었다.

## 주요 외국인 출연자
※ 고정출연자 / 개인 캐치프레이즈
- 진달래 ( 대한민국) 전 미스코리아 일본대표
- 천굴(陳屈- 중국）※ '순진한 차이나공주'
- 왕쉬에단(王雪丹- 중국）※ '취미가 「돈」'
- 캐서린（ 일본）※ '게이샤(芸者)를 동경해 유학을 결의'
- 아무라（ 몽골）※ 유목민의 손녀
- 피피(Fifi)（ 이집트）※ '파라오의 산물'
- 리아나（ 러시아）※ '취미는 SM'
- 티아나（ 우크라이나）※ '채식주의자의 신혼아내'
- 레이라（ 에스토니아）※ '술 취하면 웃는게 버릇인 젊은 사모님'
- 가브리엘라(Delcea Mihaela Gabriela)（ 루마니아）※ '전 남친은 마피아의 보스'
- 디아나（ 페루）※ '남미의 섹시 대장'
- 시모네（ 브라질）※ '사랑하는 정열 삼바 댄서'
- 멜라니（ 오스트레일리아）※ '관서(關西)의 자객'

※ 준 고정출연자 / 개인 캐치프레이즈
- 강민정（ 대한민국）
- 김민아（ 중국）
- 아이웨이（ 대만）
- 산리오（ 필리핀）※ '모에계 아유(하마사키 아유미)를 닮은 주부'
- 슈미（ 방글라데시）※ '인도 요리집의 여주인'
- 니콜라（ 스리랑카）
- 자브린（ 모로코）※ 담력의 타투 아티스트
- 아지（ 세네갈）
- 나디아（ 프랑스）※ 개선문에서 빨간문으로
- 사브리나（ 이탈리아）※ '어머니는 전 인기 아이돌'
- 율리아나（ 루마니아）
- 캐서린（ 미국)
- 젠（ 미국）
- 레오（ 브라질）※ '라틴(Latin)의 캐츠아이(cat's eye)'
- 비비아나（ 콜롬비아）
- 에버니（ 오스트레일리아）

## 같이 보기
- 도전! 디미방